# Wonder Tea Party
Wonder Tea Party（ワンダー・ティー・パーティー）は、日本の女性グループYouTuber。
2023年1月より活動開始。略称はワンティパ。

## 概要
2023年1月より7人組の女性YouTuberとして活動を開始し、メンバーの卒業を経て2024年12月より愛、ぽち、みなみ、はむかの4人体制となる。「かわいいって本当に楽しい！」をテーマに原宿KAWAIIファッション、特にロリータ・ファッションのコーディネート、イベントレポートなどの動画を投稿している。

## 略歴
- 2023年1月1日 - YouTubeチャンネルに最初の動画を投稿[3]
- 2023年3月23日 - YouTubeチャンネルの登録者数が1万人を突破[4]
- 2023年10月22日 - YouTubeチャンネルの登録者数が2万人を突破[5]
- 2025年1月4日 - YouTubeチャンネルの登録者数が3万人を突破[6]

## メンバー

### 現メンバー
| 名前   | 身長    | 誕生日  | 血液型 | MBTI             | メンバーカラー | 備考                                                      |
| ------ | ------- | ------- | ------ | ---------------- | -------------- | --------------------------------------------------------- |
| 愛     | 153cm   | 8月12日 | -      | 広報運動家(ENFP) | ピンク         | グループリーダー 入社式で間違って理事長の席に座ろうとした |
| ぽち   | 153.5cm | 9月1日  | O型    | 領事官(ESFJ)     | 紫             | 人生で苗字が4回変わっている                               |
| みなみ | 166cm   | 10月4日 | O型    | 運動家(ENFP)     | 緑             | 白髪の事をティンセルと呼んでいる                          |
| はむか | 160cm   | 8月24日 | A型    | 広報運動家(ENFP) | 赤             | 占い師に「黒柳徹子さんの星がある」と言われた              |

### 元メンバー
| 名前     | 卒業日         | メンバーカラー |
| -------- | -------------- | -------------- |
| すずのん | 2023年7月31日  | 水色           |
| ゆうこ   | 2024年3月31日  | 白             |
| たまこん | 2024年11月30日 | 黄色           |

## 出演

### 主催イベント
- わんてぃぱ！～WonderTeaParty 1st fan meeting～（2023年11月18日、広尾Tomo K'yons）[9]
- アプレビュート×WonderTeaPartyコラボアンブレラ発売記念お茶会（2025年4月13日、コロンバン原宿サロン）[10]

### テレビ番組
- 有吉ジャポンII ジロジロ有吉（2023年8月12日、TBSテレビ） - 進化系「ネオロリータ」特集、愛・はむか[11][12]
- ズームイン!!サタデー（2024年2月24日、日本テレビ） - 「原宿ファッション特集」、愛・はむか・ぽち[13]
- ズームイン!!サタデー（2025年2月15日、日本テレビ） - 「原宿 最新ファッションのすべて 第25弾」、愛・はむか[14]

### リアルイベント
- 俵屋KATO文化祭（2023年11月26日、自由が丘） - ミニフロアショーモデル出演
- 星箱Works来店イベント（2023年12月9-10日、星箱Works横浜ビブレ店）
- ATELIER PIERROT来店イベント（2024年5月4日、ATELIER-PIERROT 横浜VIVRE店）
- 星箱Worksチェキイベント（2024年8月10日、星箱Works新宿店）
- 帝国茶会（2024年10月13日、カリマ高崎） - ゲスト出演
- 星箱Works1日店長イベント（2024年10月26日、星箱Works横浜ビブレ店）
- 横浜ビブレファッションショー出演（2024年10月26日、横浜ビブレ） - 司会、モデル
- 俵屋KATO文化祭（2024年12月1日、自由が丘） - グッズ&チェキ&ミニフリマ販売
- モリグチカ様1日店長イベント（2025年3月8日、ラフォーレ原宿）
- PhysicalDropお茶会（2025年4月26日、ROYAL CRYSTAL COFFEE 自由が丘） - ゲスト出演
- Lolita＆Girlsマルシェ出演（2025年4月27日、自由が丘グリーンホール） - チェキ・グッズ販売
- Epetice Bloom Space来店イベント（2025年7月12日、池袋 Epetice-Bloom Space）

### 広報
- 原宿かわいいランドキュンキュン（2024年1月20日）
- 星箱Works新作展示会（2024年5月4日）
- 渡辺おさむ お菓子の王国II（2024年7月1日）
- BS CLINIC（2024年11月27日）
- FAKE SWEETS Mignon vol.18.（2025年2月15日）
- エペティス（2025年3月8日） - 福袋の紹介動画
- エストレージャス（2025年3月15日）

### 海外メディア
- 仏誌「TEMPURA」Vol.19 インタビュー掲載（2024年秋号）

## コラボ商品
- WonderTeaParty×アプレビュート コラボアンブレラ（2025年4月14日発売開始）[15][16]